# District de Sarikei
Le district de Sarikei (malais : Daerah Sarikei) est un district administratif de l'État malaisien du Sarawak, qui fait partie de la Division de Sarikei. La capitale du district est dans la ville de Sarikei.

### Liens connexes
- Districts de Malaisie